# トラシュマコス
トラシュマコス（古希: Θρασύμαχος、古代ギリシア語ラテン翻字: Thrasýmachos、英: Thrasymachus [θræˈsɪməkəs]）とは、紀元前5世紀後半に活動した、古代ギリシア・カルケドン出身の弁論家・ソフィスト。
弁論術（レートリケー）に演技的要素を持ち込むなど、その発展史において、欠かすことのできない人物とされ、プラトンの『パイドロス』において頻繁に言及される（261C, 266C, 267C-D, 269D, 271A）他、アリストテレスの『詭弁論駁論』の末尾（第34章183b31-32）や、『弁論術』3巻の冒頭（第1章）においても言及されている。
また、プラトンの『国家』第1巻においては、中心的な話者として登場させられ、（『ゴルギアス』におけるカリクレスの議論に類似した）「強者の論理」を振りかざしてソクラテスに議論をふっかけたり、ソクラテスの姿勢批判を行う人物として描かれている。